# South Sydney Rabbitohs
Els South Sydney Rabbitohs (també conegut com els Souths o els Bunnies en anglès) són un club professional de rugbi a 13 australià amb seu a Redfern, Sydney. El club juga a la National Rugby League (NRL).